# Бейсена Онтаева
Бейсена Онтаева (каз. Бейсен Оңтаев, до 2005 г. — Бейсен) — село в Ордабасинском районе Туркестанской области Казахстана. Входит в состав Карааспанского сельского округа. Код КАТО — 514643280.

## Население
В 1999 году население села составляло 297 человек (139 мужчин и 158 женщин). По данным переписи 2009 года, в селе проживало 337 человек (167 мужчин и 170 женщин).